# Macratria villiersi
Macratria villiersi es una especie de coleóptero de la familia Anthicidae.

## Distribución geográfica
Habita en Benín.